# Bóng chuyền tại Thế vận hội Mùa hè
Bóng chuyền trở thành một môn thi đấu chính thức ở Thế vận hội Mùa hè cho cả nam và nữ từ năm 1964.
Brasil, Hoa Kỳ, và Liên Xô cũ là những đội giành nhiều huy chương vàng nhất môn bóng chuyền nam kể từ khi được đưa vào thi đấu chính thức. Năm kỳ đại hội khác do năm đội tuyển khác nhau giành chiến thắng, bao gồm cả Nhật Bản, Ba Lan, Hà Lan, Nga và Nam Tư cũ.
Số đội tuyển giành huy chương vàng ở nội dung của nữ ít hơn của nam. Trong 14 kỳ đại hội có nội dung này, chỉ có 5 đội tuyển từng bước lên ngôi vô địch: Brasil, Cuba, Trung Quốc, Nhật Bản và Liên Xô cũ.

### Nữ

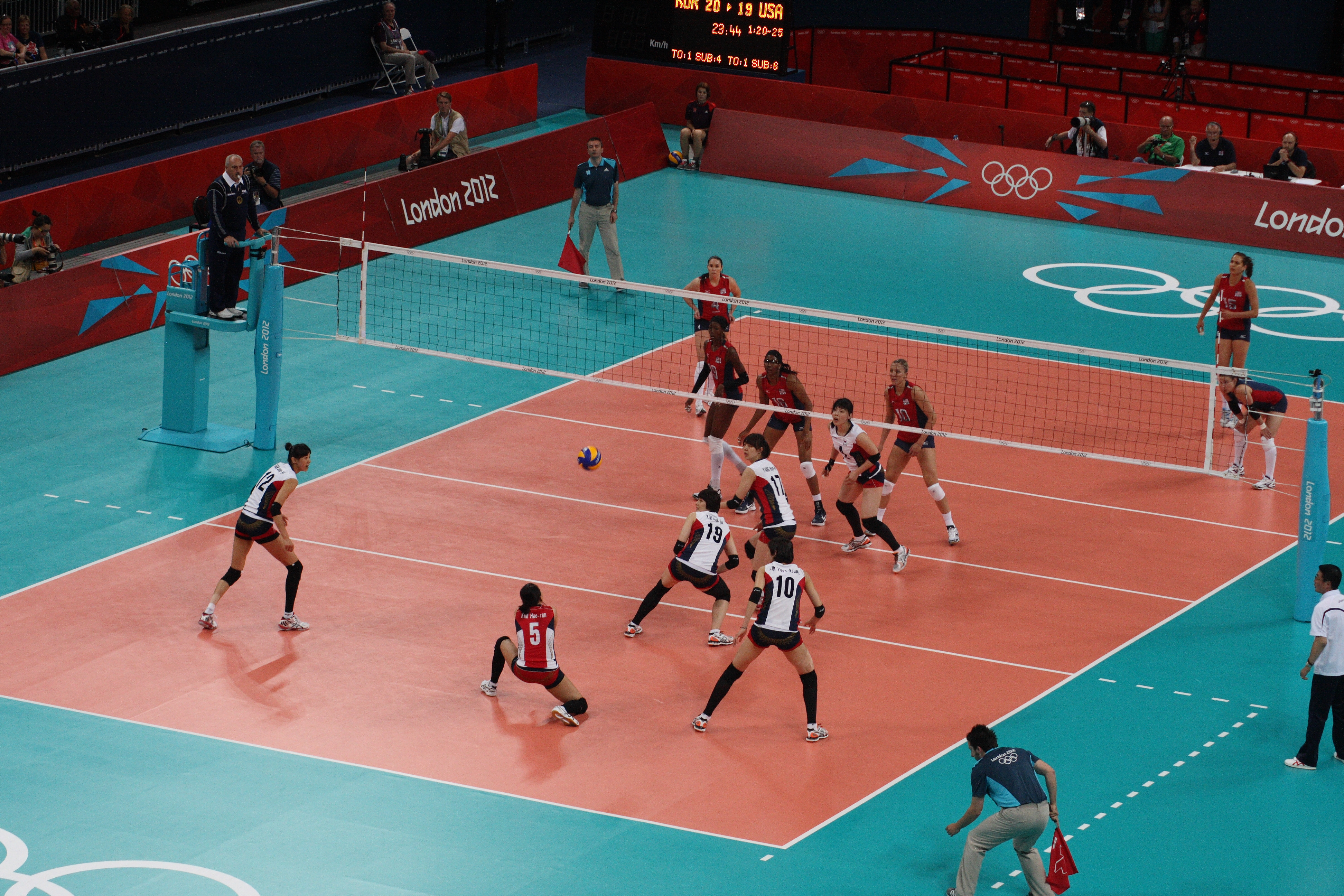
Bán kết Thế vận hội Mùa hè 2012

## Lịch sử